# بيتار بافلوفيتش
بيتار بافلوفيتش (بالألمانية: Petar Pavlovic)‏ (28 يوليو 1997 في النمسا - ) هو لاعب كرة قدم نمساوي في مركز الهجوم. لعب مع نادي سانت غالن.

## وصلات خارجية
- بيتار بافلوفيتش على موقع قاعدة بيانات كرة القدم.إي يو (الإنجليزية)
- بيتار بافلوفيتش على موقع Soccerway.com (الإنجليزية)
- بيتار بافلوفيتش على موقع عالم كرة القدم.نت (الإنجليزية)